# Língua xã
Xã (em xã: , AFI: [lɪ̀ɡ tɑ́ɪ]; tailandês: ภาษาไทใหญ่, AFI: [pʰɑːsɑ̌ːtʰɑɪyɑ̀ɪ]) está relacionada com o tailandês, sendo chamada Tai-Yai, ou Tai Long nas línguas Tai. É falada no nordeste da Birmânia, ou seja, nos estados xãs birmaneses, e em enclaves xãs no norte da Tailândia. Há também falantes e pessoas de etnia xã na Prefeitura autônoma dai de Xishuangbanna (Sipsongpanna), na província de Iunã, sudoeste da China, junto à fronteira leste dos estados xãs da Birmânia.

## Características
Faz parte das famílias linguísticas Kam-Tai ou Kadai, que se encontram no norte de Birmânia, na Índia do leste, no oeste e sul da China e no oeste do Laos. Apresenta quatro tons (algumas fontes referem cinco), não exatamente os mesmos do Tailandês, havendo mais um, o sexto, usado para indicar ênfases. A língua é escrita numa chamada "pseudoescrita" birmanesa, que pode parecer o birmanês para um observador casual, mas que é muito diferente, da mesma forma que a língua xã não tem relação com o birmanês, já que esta última é  da família das línguas sino-tibetanas).
Uma importante fonte de informação sobre a língua xã está disponível em inglês, trata-se de Shan for English Speakers da Dunwoody Press, que também publicou um dicionário. Exceto por esses itens, a língua não tem nenhuma boa descrição em línguas ocidentais.

## Falantes
Acredita-se termo xã seja uma variação birmanesa de Sião (Siam), o que indica que os birmaneses acreditam que os xãs eram um povo Tai. Os estudos acerca dos xãs foram complicados pela guerra civil da Birmânia), que decorre desde 1948 e que tem dificultado a fuga de xãs para a Tailândia.
O número de falantes de xã é desconhecido, bem com o número de pessoas xãs. As estimativas chegam a variar entre 4 e 30 milhões, embora as mais confiáveis apontem para 6 milhões, dos quais pouco mais da metade fala a língua xã. Muitos xãs falam dialetos locais, bem como as línguas de seus parceiros de negócios. Poucas pessoas podem ler ou escrever na escrita xã, especialmente estrangeiros.
Com o caos dominando a Birmânia sob o presente governo, os estudiosos somente podem pesquisar sobre os xãs e seu idioma no território da Tailândia, onde os refugiados xãs são aproximadamente 2 milhões, estando a maioria na província  Mae Hong Son, no extremo noroeste do país.

## Dialetos
Os dialetos xãs falados no estado de Xã pode ser dividido em três grupos, coincidindo aproximadamente com as atuais fronteiras geográficas e administrativas, nominalmente os dialetos Norte, Sul e Leste. Esses dialetos diferem em alguma extensão mas não em geral mutuamente inteligíveis.
- O dialeto Sul tomou palavras do Birmanês.
- O dialeto Leste é muito próximo ao dialetos norte do Tailandês (Kam Muang, Yuan0 e do Laociano em vocabulário e pronúncia.
- O dialeto Norte, chamado "xã-chinês" é muito influenciado pelo dialeto chinês de Yunnan.

Um número de palavras diferem nas suas consoantes iniciais:
- No dialeto, Norte os //k//, //kʰ//, e //m// iniciais, quando combinados com certas vogais e consoantes finais, são pronunciados /tʃ/ (escrito ky), /tʃʰ/ (escrito khy) e /mj/ (escrito my).
- No xã chinês, N se torna L.
- Em regiões do sudoeste, //m// é frequentemente pronunciado /w/.
- No leste, o //pʰ// inicial se torna /f/.

Os principais dialetos são considerados como línguas separadas, tais como:
- Khün (ou Tai Khuen, chamado Com Xã pelos Birmaneses), falado no vale Keng Tung e em Tai Lü (ou Tai Lue).
- O xã Chinês é também chamado (Tai) Mao, referindo-se ao antigo estado de Xã de Mong Mao. *
- Tai Long' é usado para se referir a dialetos falados nas regiões sul e central a oeste do Rio Salween. Esses são dialetos também falados por poucas pessoas em Kachin (estado).
- O xã Khamti é falado no norte de Sagaing (divisão).

## Escrita
A escrita xã se caracteriza por suas letras de forma circular, muito similares às do Alfabeto birmanês. A antiga escrita xã usada até os anos 60 (séc. XX) não diferenciava todas as vogais e ditongos e tinha um único marcador de tom. Dessa maneira, um único caractere poderia representar até 15 sons, portanto, 15 significados, o que fazia com que somente os muito bem treinados pudessem ler a língua. Isso foi resolvido com a reforma, fazendo a escrita xã bem fácil de ser lida, com todos os tons indicados sem ambiguidades.
A escrita xã padronizada é um abugida, com todas as letras tendo sua vogal inerente. Sendo uma forma de escrita derivada do brâmi, as vogais são representadas como diacríticos colocados em um ponto no entorno da consoante. 
Esse sistema é muito mais simples do que o da escrita do Tailandês, não apresentado distinções entre consoantes de Classe Alta, Média, Baixa, o que faz com que em Tailandês haja 44 consoantes, contra 18 em xã. Os tons são indicados com marcador tonal no fim da sílaba (se não houver marcador, o tom é Crescente).
O número de consoantes num livro texto pode variar: são 18 consoantes universalmente aceitas e próprias do xã e mais 4 que indicam sons inexistentes no xã padrão: 'b,' 'd,' f,' e ([θ]( o 'th do Inglês), de uso muito raro. Além disso, a maioria dos editores inclui consoantes mudas para indicar as vogais principais, podem assim haver de 18 a 23 consoantes.
A representação das consoantes depende em parte na existência ou não de consoante no final da sílaba.
Os tons são indicados por marcadores no fim da sílaba (marcado por um traço na tabela a seguir):
| Marcação | Nome     |
| -------- | -------- |
| -,       | yák      |
| -;       | yák tsam |
| -:       | tsam na: |
| -.       | tsam tau |
|          | yák khɯn |

Enquanto que a escrita reformada usava apenas quatro diacríticos marcadores de tons, para os cinco tons da língua falada pelo dialeto sul, a atual Associação de Cultura e Literatura xã (sistema Laxio), promove, para um certo número de palavras, o uso do 'yak khuen' para denotar o sexto tom da pronúncia do norte.
Duas outras escritas são ainda utilizadas em alguma extensão:
- A Lik To Yao ('letras longas'), derivada da Lik Tai Mao, ou Lik Hto Ngouk ('escrita Vigna radiata' - "feijão da China"), a antiga escrita dos Mao (os xã chineses), usada no norte de Mianmar. Nesse sistema, os sinais das vogais são escritos depois da consoante.
- O xã de Keng Tung ou Tai Khuen (Khün, Khun) é escrito no alfabeto Iuã, chamado Com Xã em burmês, originário de Lanna.

## Fonologia

### Consonantes
Xã tem 18 consoantes.
Como nas demais Línguas Tai não há plosivas sonoras [g] , [d] and [b].
|                     | Bilabial | Bilabial | Labio- dental | Alveolar | Alveolar | Alveolar   | Post- alveolar | Post- alveolar | Palatal | Velar   | Velar    | Velar   | Glotal   |
| ------------------- | -------- | -------- | ------------- | -------- | -------- | ---------- | -------------- | -------------- | ------- | ------- | -------- | ------- | -------- |
| Plosiva             | [ p ] ပ  | [ pʰ ] ၽ |               | [ t ] တ  | [ tʰ ] ထ |            |                |                |         | [ k ] ၵ | [ kʰ ] ၶ |         | [ ʔ ]1 ဢ |
| Nasal               |          | [ m ] မ  |               |          |          | [ n ] ၼ    | [ ɲ ] ၺ        |                |         |         |          | [ ŋ ] င |          |
| Fricativa           |          |          | ([ f ])2 ၾ    | [ s ] သ  |          |            |                |                |         |         |          |         | [ h ] ႁ  |
| Africativa          |          |          |               |          |          | [ ts ] ၸ   |                |                |         |         |          |         |          |
| Vibrante            |          |          |               |          |          | ([ r ])3 ရ |                |                |         |         |          |         |          |
| Aproximante         |          |          |               |          |          |            |                |                | [ j ] ယ |         |          | [ w ] ဝ |          |
| Lateral aproximante |          |          |               |          |          | [ l ] လ    |                |                |         |         |          |         |          |

1 A plosiva glotal é implícita após uma vogal curta sem final, ou um 'a' mudo antes de uma vogal.
2 O [f] inicial só se encontra nos dialetos do leste em palavras pronunciadas como [pʰ] em outros locais.
3 A característica vibrante é muito rara e só aparece em palavras oriundos do Inglês e do Pali, algumas vezes como um deslizar em grupos de consoantes iniciais. Muitos xãs consideram difícil pronunciar o [r], pronunciando como [l].

### Vogais e ditongos
Xã tem dez vogais e treze ditongos:
[a], [aː], [ɛ], [e], [i], [ɯ], [ə], [ɔ], [o], [u]
[iu], [eu], [ɛu]; [ui], [oi], [ɯi], [ɔi], [əi]; [ai], [aɯ], [au]; [aːi], [aːu].
xãs tem menos complexidade de vogais que o Tailandês e, assim, os xãs que aprendem a língua Tai têm dificuldades com sons como "ia," "ua," "uea." Tritongos não existem em xã. Não há distinção entre vogais longas e curtas, uma característica do Tailandês.

### Tons
Xã é uma Língua tonal, havendo, portanto, contrastes fonéticos com base do Tom da sílaba. Considera-se que há cinco a seis tons, dependendo do dialeto. O sexto tom é usado somente pelo falantes xãs do norte, sendo nas outras regiões usado somente para ênfase. Recentemente, os linguistas xãs definiram este sexto som como uma característica do xã Padrão.
| No. | Descrição              | Contorno | Descrição                                                                              | Transcrição*    | Transcrição*    |
| --- | ---------------------- | -------- | -------------------------------------------------------------------------------------- | --------------- | --------------- |
| 1   | Crescente              | 24       | Inicia mais baixo, com "pitch" crescendo                                               | ǎ               | a (não marcado) |
| 2   | Baixo                  | 11       | Baixo, mesmo "pitch"                                                                   | à               | a,              |
| 3   | médio (-decresce)      | 32       | Nível médio, cai ligeiramente ao final                                                 | a (não marcado) | a;              |
| 4   | Alto                   | 55       | Alto, mesmo "pitch"                                                                    | á               | a:              |
| 5   | Decrescente (rascante) | 42       | Curto, rascante, cai fortemente com uma glotal stop com final liberado                 | aʔ, a̰           | a.              |
| 6   | enfático               | 343      | Inicia em nível médio, aí sobe ligeiramente, com queda no fim (similar aos tons 3 e 5) |                 |                 |

* O símbolo da primeira coluna corresponde a convenção padrão usada para outras línguas tonais; o segundo vem da ortografia xã. A tabela a seguir mostra exemplos de tons fonêmicos para uma mesma sílaba:
| Tom       | Xã | Fonêmico | Transcrição | Português     |
| --------- | -- | -------- | ----------- | ------------- |
| crescente | ၼႃ  | /nǎː/    | na          | espesso       |
| baixo     | ၼႃႇ  | /nàː/    | na,         | muito         |
| médio     | ၼႃႈ  | /nāː/    | na;         | face          |
| alto      | ၼႃး  | /náː/    | na:         | campo alagado |
| rascante  | ၼႃႉ  | /na̰/     | na.         | tio, tia      |

Os tons xãs correspondem aos do Tailandês como segue:
1. O tom Crescente é bem aproximado do tom Crescente do Tailandês.
2. O tom Baixo é equivalente ao tom Baixo do Tailandês.
3. O tom Médio é diferente do tom Médio Tailandês. O do xã cai no final.
4. O tom Alto se aproxima do tom Alto do Tailandês. Mas, o do xã não é crescente.
5. O tom Decrescente é bem diferente do tom Decrescente do Tailandês. O do xã é mais curto, rascante e termina numa pausa glotal.

### Sílabas
A estrutura silábica do xã é C(G)V((V)/(C)), sendo G uma semivogal. O que está entre parenteses é opcional. Assim, cada sílaba consiste de uma consoante opcionalmente seguida por semivogal (G) e a rima da sílaba consiste de um monotongo solitário, um monotongo com uma consoante ou um ditongo isolado. (Em somente alguns dialetos, um ditongo pode também ser seguido por uma consoante). 
As semivogais são: -w-, -y- and -r-.
Há sete possíveis consoantes finais: /ŋ/, /n/, /m/, /k/, /t/, /p/, /ʔ/.
Algumas palavras representativas são:
- CV /kɔ/ também
- CVC /kàːt/ mercado
- CGV /kwàː/ ir (verbo)
- CGVC /kwaːŋ/ largo
- CVV /kǎi/ distante
- CGVV /kwáːi/ búfalo dos rios

As típicas palavras xãs são monossilábicas. As palavras com mais sílabas são geralmente palavras que vieram do Pali ou palavras burmesas com a primeira sílaba fraca /ə/.

## Pronomes
| Pronome | IPA   | definição            |
| ------- | ----- | -------------------- |
| ၶႃႈ       | kʰaa3 | Eu/me/mim (formal)   |
| တူ       | tu1   | Eu/me/mim (informal) |
| ၵဝ်      | kaw1  | Eu/me/mim (informal) |
| ႁဝ်း      | haw4  | nós/nos (geral)      |
| မႂ်း       | maɯ4  | vós/vocês (informal) |
| မၼ်း      | man   | ele/elat             |
| ၶဝ်      | kʰaw1 | eles(as)/lhes(as)    |
| ပိူၼ်ႈ      | pɤn3  | eles(as)/lhes(as)    |